# Rundfunksender Monschau
Der Rundfunksender Monschau ist eine Einrichtung zur Versorgung der Altstadt von Monschau, Nordrhein-Westfalen mit UKW-Hörfunkprogrammen. Monschau liegt tief im Tal der Rur und kann nur auf diese Weise mit den Rundfunkprogrammen sicher versorgt werden.
Dazu wurde eine Sendeantenne, bestehend aus Kreuzdipolen, in 17 Meter Höhe auf dem Dach des Sankt-Michael-Gymnasiums installiert. Es ist die einzige Rundfunk-Sendeeinrichtung auf einem Schulgelände in Deutschland. 500 m östlich befindet sich auf der Mühlenley ein weiterer Sendemast des Westdeutschen Rundfunks, der die Fernsehprogramme überträgt. Der Sender fungiert als Umsetzer der seine Sendedaten  mittels Ballempfang von einem anderen Sender über die doppelte Yagi-Uda-Antenne bekommt.

## Abgestrahlte Programme
| Programm      | Frequenz | Sendeleistung |
| ------------- | -------- | ------------- |
| WDR 5         | 87,7 MHz | 50 W          |
| WDR 4         | 91,9 MHz | 50 W          |
| WDR 2         | 94,2 MHz | 50 W          |
| WDR 3         | 98,2 MHz | 50 W          |
| WDR Eins Live | 99,7 MHz | 50 W          |
| Antenne AC    | 105 MHz  | 50 W          |